# Nayoro, Hokkaidō
Nayoro (名寄市 Nayoro-shi, Ainu: Nay Oro) là thành phố thuộc phó tỉnh Kamikawa, tỉnh Hokkaidō, Nhật Bản. Tính đến ngày 1 tháng 10 năm 2020, dân số ước tính thành phố là 27.282 người và mật độ dân số là 51 người/km2. Tổng diện tích thị trấn là 535,23 km2.